# Haedong Goseungjeon
Le Haedong Goseungjeon, ou Haedong kosŭng chŏn (해동고승전, 海東高僧傳), est une compilation d´hagiographies de moines bouddhistes coréens de la période des trois royaumes. Cette œuvre a été réalisée par le moine Gakhun (각훈, 覺訓) sur ordre du roi Gojong en 1215. Avec le Samguk Sagi et le Samguk Yusa, c´est une des plus importantes sources traitant de l´histoire des trois royaumes. 
Gakhun, le chef du temple de Yeongtongsa à Kaesong, réalisa son travail dans la tradition de l´historiographie bouddhiste chinoise qui a l´habitude de compiler les biographies de moines illustres. Le but de cet ouvrage était de promouvoir des exemples locaux de piété bouddhiste. Le moine Il-yeon le consulta pour la composition du Samguk Yusa. On a longtemps pensé que le Haedong Goseungjeon était perdu jusqu´à ce qu´on en retrouve une partie dans un temple à Seongju au début du XXe siècle. Seuls deux volumes ont survécu, il y en avait probablement plus de 10. Ces volumes contiennent les biographies de 18 moines plus ou moins célèbres. Malheureusement, certains personnages importants comme le moine Wonhyo n´y sont pas inclus. Le texte a été traduit en anglais par Peter H. Lee en 1969. 
Le livre contient les biographies des moines suivants (lieu de naissance):
- Sundo 順道 (inconnu; Chine?)
- Mangmyeong 亡名 (Goguryeo)
- Uiyeon 義淵 (Goguryeo)
- Damsi/Tanshi 曇始 (Chine)
- Mālānanda (Xinjiang)
- Ado 阿道 (inconnu; Inde?)
- Beopgong 法空, aussi connu en tant que roi Beopheung de Silla (Silla)
- Beop‘un 法雲 (Silla)
- Gakdeok 覺德 (Silla)
- Ji‘myeong 智明 (Silla)
- Wongwang 圓光 (Silla)
- Anham 安含 (Silla)
- Āryavarman (Silla)
- Hye‘eup 惠業 (inconnu)
- Hyeryun 惠輪, ou 慧輪 (Silla)
- Hyeon‘gak 玄恪 (Silla)
- Hyeon‘yu 玄遊 (Goguryeo)
- Hyeontae 玄太 (Silla)